# گمینا کاژمیژا ویلکا
گمینا کاژمیژا ویلکا (به لهستانی:  Gmina Kazimierza Wielka) یک گمینا در لهستان است که در شهرستان کاژمیژا واقع شده‌است. گمینا کاژمیژا ویلکا ۱۴۰٫۵۹ کیلومتر مربع مساحت و ۱۶٬۷۵۹ نفر جمعیت دارد.